# José Manuel Pinto
José Manuel Pinto Colorado, mais conhecido como Pinto, (Porto de Santa Maria, 8 de novembro de 1975) é um ex-futebolista, produtor e cantor espanhol que jogou na posição de guarda-redes.

## Carreira
Foi um produto das escolas do Real Betis, estreando pela equipe principal na temporada 1997-98 frente ao Racing de Santander.
Transferiu-se para o Celta de Vigo um ano depois. Ganhou o Prêmio Ricardo Zamora e a braçadeira de capitão na temporada 2005-06, depois de sofrer apenas 29 gols em 37 jogos, participando em 125 jogos na primeira divisão e 56 na segunda, participando também na Liga dos Campeões em 2003-04 e na Liga Europa.
Transferiu-se por empréstimo ao FC Barcelona em 18 de janeiro de 2008, devido à lesão de Albert Jorquera, estreando-se a 26 de abril. Ali permaneceu por seis temporadas, a sombra do titular Victor Valdés, até 19 de maio de 2014 quando terminou seu contrato.
Após o término de seu contrato com o Barça, Pinto decidiu se aposentar.

## Títulos
Celta de Vigo
- Copa Intertoto da UEFA: 2000
- Troféu Teresa Herrera: 1999
- Troféu Memorial Quinocho: 1998, 1999, 2000, 2001, 2002, 2003, 2004, 2005, 2006, 2007

Barcelona
- La Liga: 2008-09, 2009-10, 2010-11, 2012-13
- Copa do Rei: 2008–09, 2011-12
- Supercopa da Espanha: 2009, 2011, 2013
- Liga dos Campeões da UEFA: 2008-09, 2010–11
- Supercopa Europeia: 2009 , 2011
- Mundial de Clubes: 2009, 2011
- Copa Audi: 2011
- Troféu Joan Gamper: 2008, 2010, 2011, 2013

### Prêmios Individuais
- Trofeo Ricardo Zamora: 2005-06

## Ligações Externas
- Dados de José Manuel Pinto no sítio Footballdatabase.eu (em inglês)inglêsinglêsinglês
- Dados de José Manuel Pinto no sítio Goal.com (em inglês)inglêsinglêsinglês
- Dados de José Manuel Pinto no sítio Soccerway
- Dados de José Manuel Pinto no sítio Bet365